# 고치노정
고치노정(古知野町)은 아이치현 니와군에 설치되었던 정이다. 현재의 고난시에 해당한다.